# Henrique Oswald
Henrique José Pedro Maria Carlos Luis Oswald, Ochswald (ur. 14 kwietnia 1852 w Rio de Janeiro, zm. 9 czerwca 1931 tamże) – brazylijski kompozytor i pianista pochodzenia szwajcarskiego.

## Życiorys
Studiował początkowo w São Paulo u Gabriela Giraudona, a następnie we Florencji u Giuseppe Buonamiciego (fortepian) i Gioacchino Maglioniego (kompozycja). Pełnił funkcję brazylijskiego konsula w Hawrze i Genui. Po powrocie do Rio de Janeiro pełnił w latach 1903–1906 funkcję dyrektora Instituto Nacional de Música. Od 1911 roku działał jako nauczyciel gry na fortepianie.

## Wybrane kompozycje
(na podstawie materiałów źródłowych)

### Utwory orkiestrowe
- Suita (1887)
- Koncert fortepianowy (1888)
- Koncert skrzypcowy (1888)
- Sinfonietta (1890)
- Elegía (1896)
- Paysage d’automme (1898)
- Andante e variações na fortepian i orkiestrę (1908)
- Symfonia (1910)

### Opery
- La croce d’oro (1872)
- Il neo (1902)
- Le fate (1902)

### Utwory wokalno-instrumentalne
- Missa na 4 głosy mieszane i organy (1924)